# Christus als Man van Smarten (Geertgen tot Sint Jans)
Christus als (de) Man van Smarten is een schilderij dat veelal wordt toegeschreven aan de schilder Geertgen tot Sint Jans. Hierover bestaat onder wetenschappers echter geen consensus. Het bevindt zich in de collectie van Museum Catharijneconvent in Utrecht.
Het schilderij was waarschijnlijk onderdeel van een tweeluik. Het andere paneel is waarschijnlijk verloren gegaan.
Het werk verbeeldt de lijdensweg van Christus. Links van hem zit de biddende Maria Magdalena, aan de voet van het kruis de treurende Maria, zijn moeder en Johannes de evangelist. De engelen dragen passiewerktuigen. Christus draagt zijn kruis en staat op uit het graf.
De figuren zijn dicht op elkaar geplaatst en niet in het geheel afgebeeld. Dit geeft het werk een intieme compositie. Door het gebruik van goudkleuren, krijgt het geheel een warme uitstraling.